# Championnats du monde de rafting
Les Championnats du monde de rafting (en anglais : World Rafting Championships ; en abrégé : WRC) sont une compétition sportive organisée par la Fédération internationale de rafting.
Les championnats de rafting se composent de quatre disciplines : le sprint, le face à face (en anglais : head to head), le slalom et la descente (en anglais : downriver).

## Éditions / Résultats / Palmarès
Les championnats de rafting ont lieu officiellement depuis 1998, avec les résultats suivants, :
| Année | Pays/Ville                           | Rivières                      | Résultats masculins                            | Résultats féminins                                     |
| ----- | ------------------------------------ | ----------------------------- | ---------------------------------------------- | ------------------------------------------------------ |
| 1998  | Costa Rica                           | Rio Pacuare et Reventazón     | 1. Slovénie 2. République tchèque 3. Allemagne | 1. États-Unis 2. Royaume-Uni 3. Slovaquie              |
| 1999  | Afrique du Sud                       | Orange                        | 1. Slovénie 2. Russie 3. République tchèque    | 1. Nouvelle-Zélande 2. États-Unis 3. Royaume-Uni       |
| 2000  | Chili                                | Río Futaleufú                 | 1. Russie 2. Slovaquie 3. Allemagne            | 1. Nouvelle-Zélande 2. États-Unis 3. Slovaquie         |
| 2001  | États-Unis                           | Gauley                        | 1. Allemagne 2. Italie 3. République tchèque   | 1. République tchèque 2. Slovaquie 3. États-Unis       |
| 2003  | République tchèque                   | vltava                        | 1. République tchèque 2. Allemagne 3. Brésil   | 1. Nouvelle-Zélande 2. République tchèque 3. Slovaquie |
| 2005  | Équateur                             | Quijos                        | 1. Russie 2. République tchèque 3. États-Unis  | 1. République tchèque 2. Nouvelle-Zélande 3. Slovaquie |
| 2007  | Corée du Sud                         | Naerinchon                    | 1. Brésil 2. République tchèque 3. Japon       | 1. République tchèque 2. Canada 3. Nouvelle-Zélande    |
| 2009  | Bosnie-Herzégovine, Banja Luka       | Vrbas et Tara                 | 1. Brésil 2. Japon 3. Royaume-Uni              | 1. Canada 2. Japon 3. République tchèque               |
| 2010  | Pays-Bas, Zoetermeer                 | Dutch Water Dreams            | 1. Japon 2. Brésil 3. République tchèque       | 1. Japon 2. Slovaquie 3. Royaume-Uni                   |
| 2011  | Costa Rica                           | Rio Pacuare                   | 1. Japon 2. République tchèque 3. Slovénie     | 1. République tchèque 2. Japon 3. Pays-Bas             |
| 2012  | République tchèque, Ceske Budejovice | Vltava et České Budějovice    | 1. République tchèque 2. Russie 3. Lettonie    | 1. République tchèque 2. Russie                        |
| 2013  | Nouvelle-Zélande, Rotorua            | Tarawera, Kaituna, Rangitaiki | 1. Brésil 2. Japon 3. Nouvelle-Zélande         | 1. Nouvelle-Zélande 2. Slovaquie 3. République tchèque |
| 2014  | Brésil, Foz do Iguaçu                | Rio Iguaçu                    | 1. Brésil 2. République tchèque 3. Russie      | 1. Brésil 2. Japon 3. Slovaquie                        |
| 2015  | Indonésie, Sukabumi                  | Rivière Citarik               | 1. Brésil 2. Nouvelle-Zélande 3. Argentine     | 1. République tchèque 2. Nouvelle-Zélande 3. Japon     |
| 2016  | Émirats arabes unis, Al-Aïn          | Wadi Adventures               | 1. Brésil 2. République tchèque 3. Argentine   | 1. Royaume-Uni 2. République tchèque 3. Japon          |
| 2017  | Japon, Miyoshi                       | Yoshino-gawa                  | 1. Brésil 2. Japon 3. République tchèque       | 1. Japon 2. Nouvelle-Zélande 3. Royaume-Uni            |
| 2018  | Argentine, Neuquén                   | Río Aluminé                   | 1. République tchèque 2. Brésil 3. Japon       | 1. République tchèque 2. Japon 3. Royaume-Uni          |
| 2019  | Australie, Tully (Queensland)        | Tully river                   | 1. Brésil 2. Russie 3. Nouvelle-Zélande        | 1. Nouvelle-Zélande 2. Japon 3. République tchèque     |

| Rang | Nation             | 1er  | 2ème | 3ème | Total |
| ---- | ------------------ | ---- | ---- | ---- | ----- |
| 6    | Slovénie           | (2)  |      | (1)  | 3     |
| 1    | République tchèque | (10) | (8)  | (7)  | 25    |
| 9    | Allemagne          | (1)  | (1)  | (2)  | 4     |
| 7    | États-Unis         | (1)  | (1)  | (2)  | 5     |
| 8    | Royaume-Uni        | (1)  | (1)  | (5)  | 7     |
| 11   | Slovaquie          |      | (4)  | (5)  | 9     |
| 5    | Russie             | (1)  | (4)  | (1)  | 7     |
| 3    | Nouvelle-Zélande   | (5)  | (4)  | (3)  | 12    |
| 12   | Italie             |      | (1)  |      | 1     |
| 2    | Brésil             | (9)  | (2)  | (1)  | 12    |
| 4    | Japon              | (4)  | (8)  | (4)  | 16    |
| 10   | Canada             | (1)  | (1)  |      | 2     |
| 14   | Pays-Bas           |      |      | (1)  | 1     |
| 14   | Lettonie           |      |      | (1)  | 1     |
| 13   | Argentine          |      |      | (2)  | 2     |